# Impatiens adenioides
Impatiens adenioides är en balsaminväxtart som beskrevs av Piyakaset Suksathan och Keerat. Impatiens adenioides ingår i släktet balsaminer, och familjen balsaminväxter. Inga underarter finns listade i Catalogue of Life.